# Große Mauer des Staates Qi

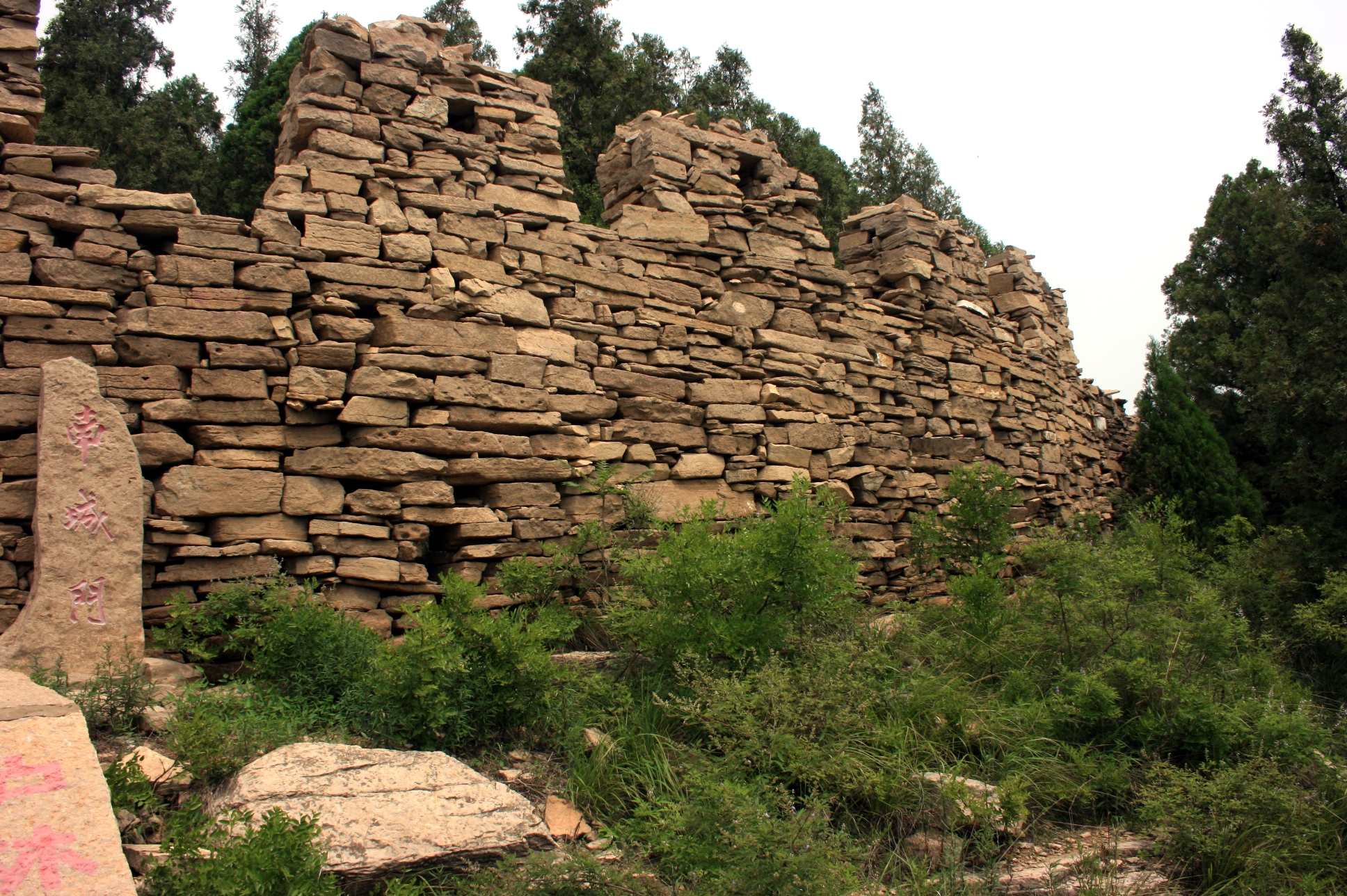
Überreste der Großen Mauer von Qi im Dafeng Shan

Die Große Mauer von Qi (chinesisch 齊長城 / 齐长城, Pinyin Qí chángchéng) ist die älteste erhaltene Große Mauer in China. Sie befindet sich auf dem Gebiet der heutigen Provinz Shandong und wurde 685–645 v. Chr. in der Zeit der Frühlings- und Herbstannalen (722 bis 481 v. Chr.) und in der Zeit der Streitenden Reiche (475–221 v. Chr.) vom Staat  Qi zum Schutz gegen andere Staaten, insbesondere gegen den nordwärts strebenden Staat Chu erbaut. Sie hatte eine Länge von mehr als 600 Kilometern.
Die Mauer verlief vom Ufer des Gelben Flusses bis zum Gelben Meer im Osten. Auf der Denkmalliste der VR China stehen die Stätten in den Gebieten der folgenden Städte und Kreise: Jinan, Zhangqiu, Feicheng, Tai’an, Laiwu, Zibo, Kreis Yiyuan, Kreis Linqu, Anqiu, Zhucheng, Kreis Yishui, Kreis Ju, Kreis Wulian, Jiaonan und Qingdao.

## Denkmal der VR China
Die genannten Stätten der Großen Mauer von Qi (Qi changcheng yizhi) stehen seit 2002 auf der Liste der Denkmäler der Volksrepublik China (5-442(1)).